# Gerstaeckerus rubropictus
Gerstaeckerus rubropictus es una especie de coleóptero de la familia Endomychidae.

## Distribución geográfica
Habita en Borneo y Sumatra.